# Tatuidris tatusia
Tatuidris tatusia ist eine bodenlebende Ameisenart Süd- und Mittelamerikas. Es ist eine von nur zwei lebenden (rezenten) Arten der Unterfamilie Agroecomyrmecinae. Im englischen Sprachraum wird sie wegen der gedrungenen Körperform und des hart gepanzerten Exoskeletts als „armadillo ant“ („Gürteltier-Ameise“) bezeichnet. Von dem Guaraní-Wort tatu für Gürteltier, das ins moderne Brasilianisch übernommen wurde, ist auch der wissenschaftliche Artname abgeleitet.

## Merkmale
Es handelt sich um eine relativ kleine Ameisenart, Arbeiterinnen erreichen etwa 3,5 Millimeter Körperlänge, wobei die Größe zwischen verschiedenen Individuen recht variabel ist. Sie ist von einheitlicher brauner bis rotbrauner Färbung mit glatter, glänzender, hart sklerotisierter Kutikula. Der freie Hinterleib (Gaster) schließt an den Rumpfabschnitt mit einem zweiteiligen Stielchen (Petiolus und Postpetiolus) an, Petiolus und Postpetiolus sind relativ kurz und breit, bei Ansicht von oben fast rechteckig, der Postpetiolus nach hinten, dem Gaster zu, schwach erweitert.

Der Kopf hat eine ganz eigentümliche Gestalt und Proportionen, wodurch die Art unverwechselbar ist. Er ist kurz und breit schildförmig. Die Antennen sitzen weit seitlich verlagert in tief eingeschnittenen Antennengruben und sind zurückgelegt bei Ansicht von oben nicht sichtbar, ihre Einlenkungsstelle liegt dabei auf der Unterseite der Frontalloben, weist also nach unten. Sie sind siebensegmentig mit einer kompakten, zweigliedrigen Keule. Die kleinen Komplexaugen (5 bis 10 Ommatidien) sitzen weit hinten, am Hinterende dieser Antennengruben, etwas variabel entweder auf der Ober- oder der Unterseite. Da auch die Nähte des Clypeus verschmolzen sind, besteht der Kopf bei Ansicht von vorn scheinbar aus einer undifferenzierten Platte. 

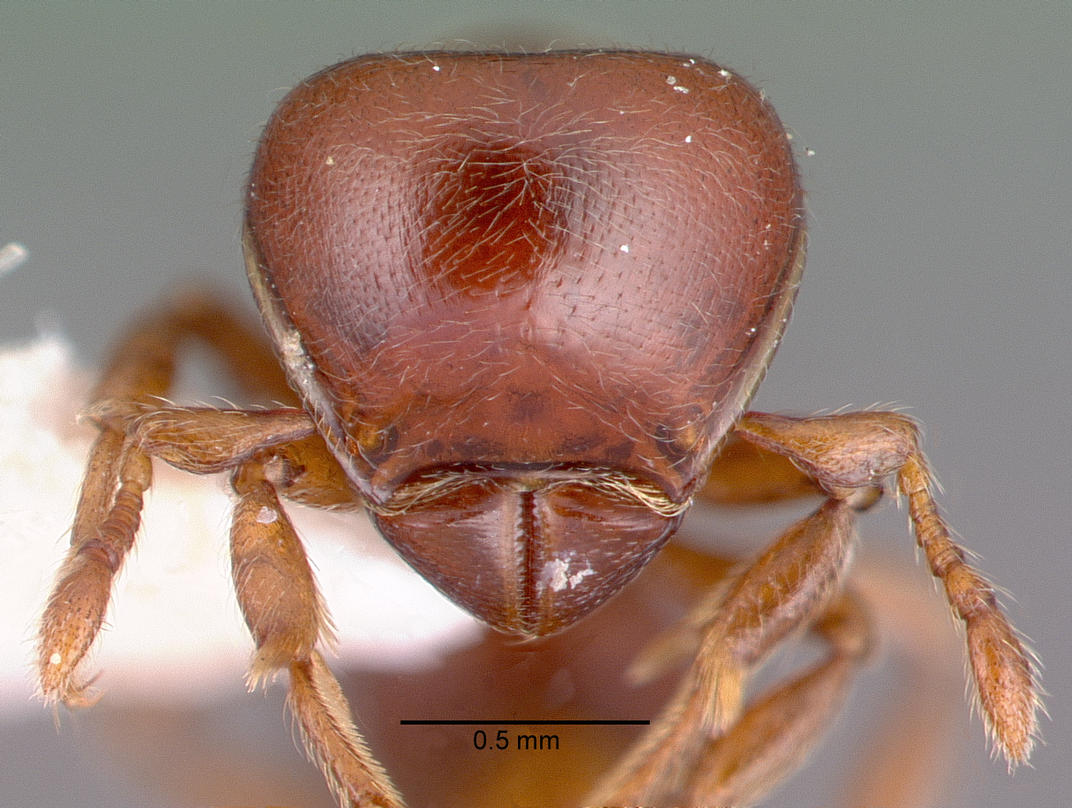
Kopf Ansicht von vorn (Foto: Antweb)

Die Mandibeln sind dreieckig, ihre Ränder berühren sich in Ruhestellung ohne Überlappung, ihre Kauleiste ist schwach gewellt, mit zwei kurzen, stumpfen Zähnen. Auf ihrer Innenseite, nahe der Kauleiste, sitzt beiderseits eine bürstenartige Behaarung aus kurzen, steifen Borsten, die bei geschlossenen Mandibeln ineinander greifen. Das kurze, breite Labrum ist in der Mitte etwas eingeschnitten. Die Maxillarpalpen sind ein-, die Labialpalpen zweigliedrig.
Der Rumpfabschnitt (Mesosoma oder Alitrunk) ist kurz und kompakt gebaut. Die Naht zwischen Pronotum und Mesonotum ist unbeweglich verschmolzen. Die Tibien der Mittel- und Hinterbeine tragen gekämmte (seitlich regelmäßig eingeschnittene) Sporne. Das Propodeum trägt keine Dornen oder Zähne. Der Gaster trägt einen langen, funktionstüchtigen Giftstachel. Am Hinterrand des vierten Abdominalsternums sitzt eine Leiste, mit der durch Stridulation Töne erzeugt werden können. Der Tergit dieses Segments ist erweitert und erheblich länger als der Sternit, wodurch der Gaster nach unten eingekrümmt erscheint.
Die Königinnen sind in Gestalt und Proportionen den Arbeiterinnen ähnlich, aber etwas heller, eher gelb, gefärbt. Die Komplexaugen sind etwas größer, außerdem sind drei Ocellen vorhanden. Sie sind voll geflügelt und flugfähig. Auch die Männchen ähneln den Arbeiterinnen, sind aber dunkler gefärbt. Ihr Kopf ist durch eine raue, etwas schuppige Mikroskulptur matt. Die charakteristischen Fühlergruben der Arbeiterinnen fehlen, die Einlenkungsstelle der Antennen ist von oben sichtbar. Auch sie tragen große Komplexaugen und drei Ocellen. Die Fühler sind, anders als bei den Weibchen, zwölfsegmentig.

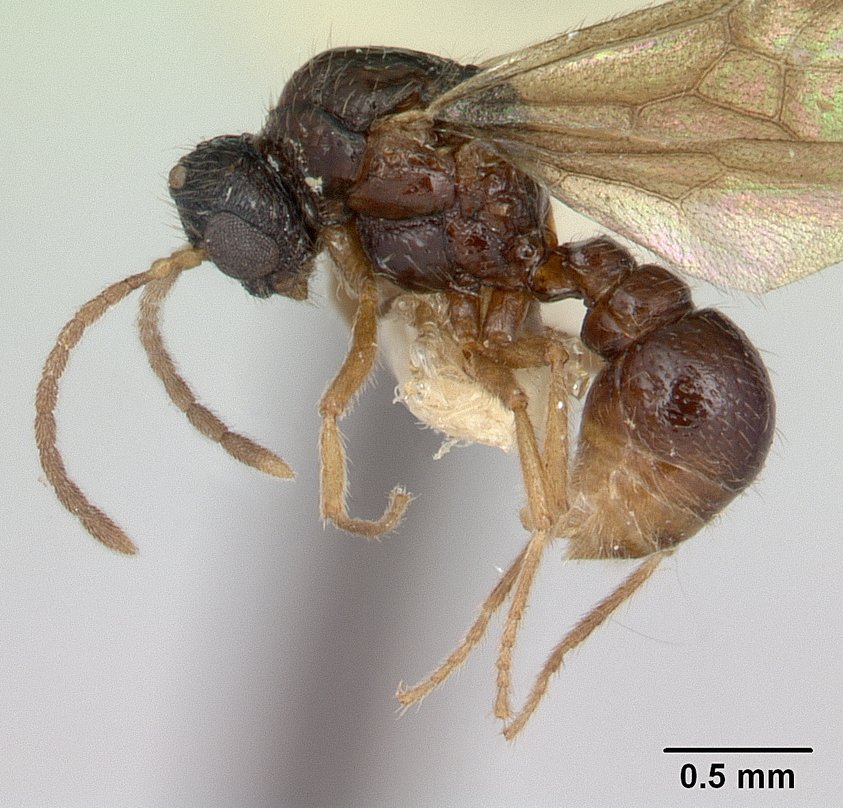
Männchen (Foto: Antweb)

## Lebensweise
Die Arbeiterinnen der Art sind oberirdisch fast nie zu sehen. Ihr Lebensraum ist innerhalb des Oberbodens und der Streuschicht von Waldböden. Bis heute liegen überhaupt nur zwei Beobachtungen eines Nests im Freiland mit lebenden Tieren vor, alle anderen Fundnachweise beruhen auf Bodenfallen oder Hitzeextraktion aus erbohrten Streu- und Bodenproben. Die bisher gefundenen Nester waren sehr klein, mit wenigen Arbeiterinnen und relativ dazu vielen Geschlechtstieren (Gynen). Die beobachteten Tiere bewegten sich mit langsamen, unauffälligen Bewegungen, außerdem scheint die Art eher nachtaktiv zu sein. Eine Zucht im Labor scheiterte bisher schon daran, dass die Tiere sämtliche ihnen angebotene Nahrung verschmähten. Dennoch sind sich alle Bearbeiter darin einig, dass es sich um eine Art mit, möglicherweise sehr spezialisierter, räuberischer Ernährung handeln muss. Analysen des stabilen Stickstoff-Isotops N15, das sich in der Nahrungskette tendenziell anreichert, lassen auf eine trophische Position sogar des vierten Trophieniveaus schließen, also als Räuber eines anderen Räubers.
In den meisten Lebensräumen gilt die Art als sehr selten, oft liegen überhaupt nur wenige Individuen vor. Es ist aber nicht ganz klar, inwieweit das auf der sehr verborgenen, kryptischen Lebensweise der Art beruht. In einem untersuchten submontanen Regenwald am Osthang der ecuadorianischen Anden, der als günstiges Habitat für die Art eingeschätzt wurde, wurde aus Bodenproben eine Dichte von etwa einem Individuum pro Quadratmeter errechnet.

## Lebensraum
Tatuidris lebt in Mittel- und Südamerika, nördlich bis Zentral-Mexiko, südlich bis zum amazonischen Tiefland Perus. Den bisherigen Funden nach bevorzugt sie mittlere Gebirgslagen, von etwa 800 bis 1200 Meter Meereshöhe. Es liegen aber auch Funde aus dem tropischen Tiefland vor, östlich bis Französisch-Guayana und Brasilien. Die Funde aus Guayana waren als eigene Art Tatuidris kapasi beschrieben worden, diese wurde aber in der Gattungsrevision von David Donoso mit Tatuidris tatusia synonymisiert.

## Phylogenie und Systematik
Nach der Untersuchung von David Donovan ist die Art sowohl genetisch wie auch morphologisch äußerst variabel. Insbesondere die Behaarung ist extrem vielgestaltig. Nach dem Behaarungsmuster der Kopfoberseite konnten vier Grundtypen (als „A“ bis „D“ bezeichnet) unterschieden werden. Da diese aber nicht mit den anhand der DNA-Sequenzanalyse gebildeten Gruppen übereinstimmten, wurde darauf verzichtet, sie taxonomisch zu beschreiben. Die als Tatuidris kapasi beschriebenen Individuen liegt innerhalb der Variationsbreite, wurden also, obwohl sie sich klar vom Typusmaterial Browns unterscheiden lassen, unter demselben Artnamen synonymisiert. Es handelt sich bei Tatuidris tatusia entweder um eine extrem variable Art, deren Extreme durch Zwischenformen miteinander verbunden sind, oder um einen Komplex bisher nicht unterscheidbarer Kryptospezies.
Die Art wurde bei ihrer Erstbeschreibung in die Unterfamilie Myrmicinae einbezogen. Die Position der Artengruppe als ein sehr basaler Abzweig der Myrmicinae ist nach morphologischen Kriterien gut begründbar und wurde von einigen Taxonomen zumindest bis vor kurzem aufrechterhalten. Der einflussreiche Myrmekologe und Systematiker Barry Bolton erhob 2003 die Art und die (wenigen) Verwandten, bisher als Tribus aufgefasst, zur neuen Unterfamilie Agroecomyrmecinae.
Die Agroecomyrmecinae umfassen neben unserer Art zunächst drei fossile Arten, die aus dem baltischen Bernstein beschriebene Agroecomyrmex duisburgi und zwei Arten der Gattung Eulithomyrmex aus dem eozänen Kalkstein von Florissant, Colorado, USA. Inzwischen wurde die afrikanische Ankylomyrma coronacantha in die Unterfamilie als fünfte Art mit einbezogen. Nach phylogenomischen Analysen, anhand des Vergleichs homologer DNA-Sequenzen, bei denen auch die Sequenz von Tatuidris einbezogen wurde, sind die Agroecomyrmecinae nicht näher mit den Myrmicinae verwandt, sondern gehören zu den ursprünglichen, „poneromorphen“ oder „poneroiden“, Ameisen.